# Discocalyx pachyphylla
Discocalyx pachyphylla är en viveväxtart som beskrevs av Elmer Drew Merrill. Discocalyx pachyphylla ingår i släktet Discocalyx och familjen viveväxter. Inga underarter finns listade i Catalogue of Life.